# Sega Mega Drive Collection
Sega Mega Drive Collection (Sega Genesis Collection) è un videogioco compilation sviluppato da Digital Eclipse e pubblicato da Sega per PlayStation 2 e PlayStation Portable nel 2006. La raccolta presenta 28 giochi (27 nella versione europea) di diversi generi usciti precedentemente su Sega Mega Drive tra il 1989 e il 1996, in aggiunta a 5 titoli distribuiti nelle sale giochi, quest'ultimi variano a seconda della versione che si gioca. Nel 2009 è uscita un'altra compilation, Sega Mega Drive Ultimate Collection, resa disponibile per PlayStation 3 e Xbox 360, la quale presenta un maggior numero di giochi disponibili.

## Modalità di gioco
Sega Mega Drive Collection presenta 28 giochi completi (27 nella versione europea) in un'unica unità di vendita al dettaglio. Nella versione europea sono presenti 27 giochi in quanto è stato escluso Shadow Dancer: The Secret of Shinobi poiché quest'ultimo è stato bandito dal BPjM in Germania negli anni '90 finendo per vietarne la vendita. In maniera analoga il gioco è stato escluso in tutte le versioni di Sega Mega Drive Ultimate Collection per il medesimo motivo.
Tutti i giochi sono conversioni delle loro versioni originali uscite su Sega Mega Drive. Sono inoltre presenti più di 35 minuti di interviste sbloccabili svolte a Sega of Japan, un museo contenente le descrizioni dei singoli giochi, consigli strategici per il gameplay e le illustrazioni delle copertine di ogni gioco, a cui si aggiunge un "foglio dei trucchi SEGA", ovvero una serie di trucchi applicabili a diversi giochi e una serie di titoli arcade risalenti agli inizi dell'era Sega/Gremlin, quest'ultimi sbloccabili soddisfacendo determinati obiettivi con gli altri giochi e variabili a seconda della versione che si gioca. Tra gli elementi sbloccabili sono presenti anche dei trailer di Phantasy Star Universe e Virtua Fighter 5.
| Giochi predefiniti                                   | Giochi predefiniti           | Giochi predefiniti | Giochi predefiniti                     |
| Titolo                                               | Genere                       | Anno               | Sviluppatore                           |
| ---------------------------------------------------- | ---------------------------- | ------------------ | -------------------------------------- |
| Alex Kidd in the Enchanted Castle                    | Piattaforme                  | 1989               | Sega                                   |
| Altered Beast                                        | Picchiaduro a scorrimento    | 1989               | Team Shinobi                           |
| Bonanza Bros.                                        | Piattaforme, stealth         | 1990               | Sega                                   |
| Columns                                              | Rompicapo                    | 1990               | Sega                                   |
| Comix Zone                                           | Azione                       | 1991               | Sega Technical Institute               |
| DecapAttack                                          | Piattaforme                  | 1991               | Vic Tokai                              |
| Ecco the Dolphin                                     | Azione                       | 1993               | Novotrade International                |
| Ecco: The Tides of Time                              | Azione                       | 1994               | Novotrade International                |
| Ecco Jr.                                             | Azione                       | 1995               | Novotrade Software                     |
| Flicky                                               | Piattaforme                  | 1991               | Sega                                   |
| Gain Ground                                          | Azione, strategia            | 1991               | Sega                                   |
| Golden Axe                                           | Picchiaduro a scorrimento    | 1989               | Sega                                   |
| Golden Axe II                                        | Picchiaduro a scorrimento    | 1991               | Sega                                   |
| Golden Axe III                                       | Picchiaduro a scorrimento    | 1993               | Sega                                   |
| Kid Chameleon                                        | Piattaforme                  | 1992               | Sega Technical Institute               |
| Phantasy Star II                                     | GDR                          | 1989               | Sega                                   |
| Phantasy Star III: Generations of Doom               | GDR                          | 1991               | Sega                                   |
| Phantasy Star IV: The End of the Millennium          | GDR                          | 1994               | Sega                                   |
| Ristar                                               | Piattaforme                  | 1995               | Sonic Team                             |
| Shadow Dancer: The Secret of Shinobi                 | Piattaforme, hack and slash  | 1990               | Sega                                   |
| Shinobi III: Return of the Ninja Master              | Piattaforme                  | 1993               | Megasoft                               |
| Sonic the Hedgehog                                   | Piattaforme                  | 1991               | Sonic Team                             |
| Sonic the Hedgehog 2                                 | Piattaforme                  | 1992               | Sega Technical Institute               |
| Super Thunder Blade                                  | Sparatutto                   | 1988               | Sega                                   |
| Sword of Vermilion                                   | Action RPG                   | 1990               | Sega-AM2                               |
| Vectorman                                            | Piattaforme                  | 1995               | BlueSky Software                       |
| Vectorman 2                                          | Piattaforme                  | 1996               | BlueSky Software, Drooling Dogs Studio |
| Virtua Fighter 2                                     | Picchiaduro a incontri       | 1996               | Sega-AM2                               |
| Titoli arcade sbloccabili inclusi nella versione PS2 |                              |                    |                                        |
| Altered Beast                                        | Picchiaduro a scorrimento    | 1988               | Team Shinobi                           |
| Future Spy                                           | Shoot 'em up                 | 1984               | Sega AM1                               |
| Tac/Scan                                             | Sparatutto                   | 1982               | Gremlin Industries                     |
| Zaxxon                                               | Sparatutto a scorrimento     | 1982               | Sega, Ikegami Tsushinki                |
| Zektor                                               | Shoot 'em up                 | 1982               | Sega Electronics                       |
| Titoli arcade sbloccabili inclusi nella versione PSP |                              |                    |                                        |
| Astro Blaster                                        | Sparatutto a schermata fissa | 1981               | Sega                                   |
| Tip Top                                              | Piattaforme                  | 1983               | Sega                                   |
| Eliminator                                           | Shoot 'em up                 | 1981               | Sega, Gremlin Industries               |
| Space Fury                                           | Shoot 'em up                 | 1981               | Gremlin Industries                     |
| Super Zaxxon                                         | Sparatutto a scorrimento     | 1982               | Sega                                   |

## Accoglienza
| Testata                            | Versione | Giudizio |
| ---------------------------------- | -------- | -------- |
| Metacritic (media al 12-05-2020)   | PS2      | 82/100   |
| Metacritic (media al 12-05-2020)   | PSP      | 82/100   |
| GameRankings (media al 09-12-2019) | PS2      | 81.09%   |
| GameRankings (media al 09-12-2019) | PSP      | 82.06%   |
| Eurogamer                          | PSP      | 8/10     |
| GameSpot                           | PS2      | 8.2/10   |
| GameSpot                           | PSP      | 8.1/10   |
| GameSpy                            | PS2      | 4/5      |
| GameSpy                            | PSP      | 4.5/5    |
| IGN                                | PS2      | 8.6/10   |
| IGN                                | PSP      | 8.5/10   |
| Everyeye.it                        | PSP      | 7.5/10   |
| SpazioGames.it                     | -        | 7.5/10   |
| Gamesurf                           | PS2      | 7/10     |

Le recensioni riguardanti Sega Mega Drive Collection si sono rivelate per la maggior parte positive; sull'aggregatore di recensioni Metacritic ha un punteggio dell'82% per entrambe le versioni mentre su GameRankings ha l'81.09% per la versione per PlayStation 2 e l'82.06% per quella per PSP. Tom Bramwell di Eurogamer trattò la versione per PSP, affermando che questa raccolta faceva assumere un valore ancora maggiore ai titoli proposti e la preferì all'uscita dei singoli giochi su Virtual Console per Wii. Greg Kasavin di GameSpot analizzò entrambe le versioni, trovando che Sega Mega Drive Collection è una di quelle compilation di classici più soddisfacenti e ben realizzate fino a quel periodo. Il fatto che sia stata resa disponibile a un prezzo budget la rendeva ancora più allettante, inoltre considerava la possibilità di giocare ai singoli titoli ovunque si volesse con la versione PSP un'ottima alternativa. Inoltre i giochi risultavano piuttosto divertenti e notevolmente stimolanti anche per gli standard odierni e consigliò la raccolta a chiunque fosse interessato ai videogiochi in generale.
Benjamin Turner di GameSpy recensì l'edizione PlayStation 2, sostenendo che sebbene fosse tutt'altro che perfetta offriva alcuni giochi fantastici a un ottimo prezzo e titoli come Shinobi III, Phantasy Star IV e Gain Ground valevano da soli il prezzo del biglietto. Gabe Graziani dello stesso sito invece trattò la versione per PSP affermando che era una raccolta da avere ad ogni costo e che possederla era come svegliarsi la mattina di Natale e trovarsi quasi 30 giochi sotto l'albero. Hilary Goldstein di IGN ritenne Sega Mega Drive Collection come la migliore raccolta di giochi Sega che si potesse trovare su PS2 e PSP. Sebbene la presentazione non fosse delle migliori, l'enorme numero di giochi di qualità rendeva perdonabile qualsiasi passo falso e la grafica, nonostante fosse a 16 bit, era quanto più nitida e attraente possibile. In conclusione la trovò una collezione da non perdere per un fan del Mega Drive.
Michele Fontana di Everyeye.it la definì una raccolta assolutamente consigliata a tutti dato il gran numero di giochi validi proposti con cura e passione a un prezzo budget. Tuttavia alcune scelte del parco titoli erano discutibili, infatti le saghe di Golden Axe, Ecco e Phantasy Star potevano essere presentate un po' per volta in diverse raccolte, privilegiando così la varietà, piuttosto che includerli tutti nella stessa compilation, facendone le spese di altri classici che sperava di vedere in altrettanta splendida forma in un'ipotetica Sega Mega Drive Collection Vol.2. Un redattore di SpazioGames.it ha ritenuto inutile analizzare la parte tecnica dei giochi rispetto ai titoli contemporanei data la grafica 2D, definita come stupenda, e ha affermato che in alcuni casi gli utenti si trovavano dinanzi a dei capolavori unici nel loro genere. Il recensore ha preferito soffermarsi sulla scelta dei titoli disponibili, trovando che nonostante la quantità la maggioranza di essi erano delle mediocrità che si sarebbe preferito evitare di rigiocare. Nonostante la presenza di titoli come Ecco, Sonic e altri si sentiva l'assenza della serie di Streets of Rage, che aveva reso il glorioso il Mega Drive, preferendolo di gran lunga a Vectorman o alla versione 2D di Virtua Fighter 2. Inoltre avrebbe preferito la presenza di giochi quali Last Battle, Out Run, OutRunners, Sonic 3, Sonic & Knuckles o altri. In conclusione ritenne che nonostante questi difetti la presenza di alcuni giochi rendeva comunque la raccolta imperdibile. Fabrizio Cirillo di Gamesurf trovò Sega Mega Drive Collection come una possibilità di approfondire aspetti più o meno ludici del retrogaming, reputandolo imperdibile per tutti i vecchi appassionati del marchio Sega che intendevano rivivere un periodo storico della storia dei videogiochi.
Sega Mega Drive Collection è stato il quarto gioco più venduto nel Regno Unito nella settimana dal 28 gennaio al 3 febbraio 2007. Nella settimana dal 4 al 10 febbraio 2007 è stato il quinto titolo più venduto mentre in quella dall'11 al 17 febbraio 2007 il nono.